# Vince Gill
Vincent Grant Gill, né le 12 avril 1957, est un chanteur, compositeur et multi-instrumentiste américain. Il a connu un succès commercial et une renommée autant en tant que leader du groupe country rock Pure Prairie League dans les années 1970, que en tant qu’artiste solo à partir de 1983, où ses talents de chanteur et de musicien l’ont mis dans une forte demande en tant que chanteur invité partenaire en duo.
Il a enregistré plus de 20 albums studio, enregistré plus de 40 singles dans les charts américains du Billboard comme étant Hot Country Songs et a vendu plus de 26 millions d'albums. Il a été honoré par la Country Music Association avec 18 prix CMA, dont deux prix de l'artiste de l'année et cinq prix de chanteur. En 2017, Gill a également remporté 21 Grammy Awards, plus que tout autre artiste masculin de musique country. En 2007, il a été intronisé au Panthéon de la musique country. Le 4 février 2016, Gill a été intronisé dans le Guitar Center Rock Walk par Joe Walsh. En 2017, Vince Gill et Deacon Frey ont été embauchés par le groupe The Eagles pour les épauler en tournée, en mémoire du regretté Glenn Frey.
Gill est marié à la chanteuse Amy Grant depuis mars 2000.

## Biographie
Jeunesse
Vince Gill est né à Norman, Oklahoma. Sa mère a eu un fils, Bob Coen, d'un mariage précédent. Il était le demi-frère de Gill, mais il était considéré comme un frère à part entière par Gill. 
Son père, J. Stanley Gill, était un avocat et un juge en droit administratif. Il a joué dans un groupe de musique country à temps partiel et a encouragé Vince à poursuivre une carrière dans la musique. Il l'a encouragé à apprendre à jouer du banjo et de la guitare, puis il a poursuivi son apprentissage avec la basse, la mandoline, le dobro et le violon. 
Gill a étudié au lycée Northwest Classen High School d'Oklahoma City. Tandis que là-bas, il a joué du bluegrass dans le groupe Mountain Smoke, qui s'est construit une forte clientèle locale. Après avoir obtenu son diplôme d'études secondaires en 1975, il s'installe à Louisville, dans le Kentucky, pour rejoindre le groupe Bluegrass Alliance. Il a ensuite passé un bref laps de temps dans le groupe de Ricky Skaggs, Boone Creek, avant de s’installer à Los Angeles pour rejoindre Sundance, un ensemble de bluegrass dirigé par le violoniste Byron Berline.

## Carrière

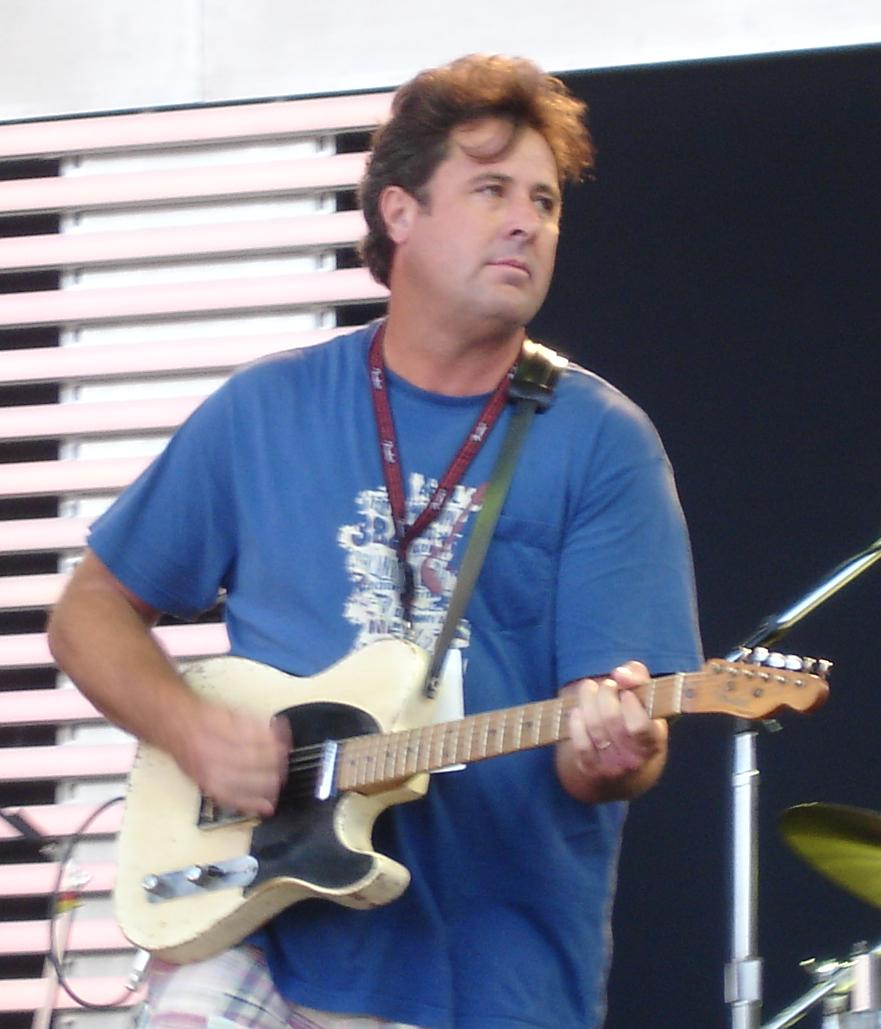
Gill jouant au Crossroads Guitar Festival en 2007

Gill a fait ses débuts sur la scène nationale avec le groupe de rock country Pure Prairie League en 1979, apparaissant sur l'album Can't Hold Back de ce groupe. Il est le chanteur sur "Let Me Love You Tonight". Mark Knopfler l'a un jour invité à rejoindre Dire Straits, mais il a décliné l'offre (bien qu'il ait chanté en réserve dans l'album On Every Street de Dire Straits). Il a fourni la voix de fond pour la chanson "Tennessee Line", tirée du deuxième album du studio de Daughtry, Leave This Town. 
Gill quitte Pure Prairie League en 1981 pour rejoindre Cherry Bombs, le groupe de théâtre soutenu par Rodney Crowell. Là, il travaille avec Tony Brown et Emory Gordy Jr., qui produiront plus tard plusieurs de ses albums. Il a enregistré un album de Bluegrass, Here Today, avec David Grisman et ses amis avant de signer un contrat en solo avec RCA, avec lequel il a connu un certain succès, notamment les singles Victim of Life's Circumstance (US Country Top 40) et Country Top Ten avec If Weren't For Him, Oklahoma Borderline et Cynderella. Cependant, ses albums ne réalisent que des ventes modérées et en 1989, Gill quitte RCA pour signer avec MCA Records. Réuni ici avec Tony Brown en tant que producteur, il vendit plus d'un million d'exemplaires de son premier album, When i Call Your Name (1989), dont plusieurs chansons, dont la chanson titre, ont fait le Top Ten / Top Twenty des charts US. Cela a été suivi par les albums au succès similaire, Pocket Full of Gold (1991) et I Still Believe in You, dont la chanson-titre a été attribuée au pays n ° 1 aux États-Unis.
Tout au long des années 1990 et jusque dans les années 2000, Gill a continué de sortir des albums très réussis, capitalisant sur la qualité virtuose de son jeu de guitare électrique et acoustique, sa voix de ténor pure, haute et pleine de son âme et l'excellente qualité de ses compositions. Selon sa biographie sur AllMusic, Gill a remporté plus de prix CMA que n’importe quel interprète de l’histoire et, à compter de 2018, il a également remporté 21 prix Grammy, ce qui représente le plus grand nombre jamais réalisé par un artiste country.
Gill est membre du Grand Ole Opry depuis le 10 août 1991. Il a célébré son 25e anniversaire comme membre du Grand Ole Opry avec un spectacle hommage le 13 août 2016.
En 2010, Gill a officiellement rejoint le groupe de swing national The Time Jumpers. 
En juillet 2011, Gill est apparue en tant qu'invité dans l'émission de nouvelles de NPR intitulée "Wait, Wait ... Don't Tell Me". Également en 2011, il est apparu sur le deuxième de deux albums d'hommage au bluegrass pour le groupe de rock britannique The Moody Blues: Moody Bluegrass TWO ... Much Love (2011).  En mai 2011, Carrie Underwood était l'une des sept femmes à être honorées par l'Académie de musique country lors de la soirée spéciale Girls' Night Out: Superstar Women of Country. Lors de la cérémonie, Gill a présenté Underwood et lui a remis le prix spécial. Il a chanté l'un de ses tubes, Jesus, Take The Wheel, et a rejoint Carrie pour une interprétation du thème du film "How Great Thou Art". La vidéo de la performance est devenue virale en deux jours. 
En février 2012, Gill annonçait: "Pour la première fois en 30 ans, je n'ai pas de contrat d'enregistrement. Je ne sais pas si j'en veux un."  En mars 2012, il s'est produit au Southern Kentucky Performing Arts Centre à Bowling Green au Kentucky, pour sa soirée d’ouverture. En avril 2012, il a été confirmé que Gill travaillait avec Bonnie Tyler sur son nouvel album et lui a produit un duo intitulé What You Need from Me. 
En juin 2012, il tournait et ne jouait que des chansons de bluegrass. 
Gill a reçu la 2 478e étoile du Walk of Fame à Hollywood le 6 septembre 2012.
Le 15 octobre 2012, il a été annoncé que Gill figurerait dans une chanson de Kelly Clarkson intitulée "Don't Rush", qui figure sur le premier album de Clarkson, Greatest Hits. L’album a été certifié Or par la RIAA et s’est vendu à 509 093 exemplaires au 13 octobre 2013.
Le 5 novembre 2014, lors de la 48e cérémonie des prix CMA, Gill a reçu le prix Irving Waugh pour l'excellence de la musique country. Ce n'était que la quatrième fois que le prix était décerné depuis sa création en 1983. Johnny Cash était le précédent artiste de musique country à avoir reçu ce prix. 
En 2016, Gill a été sélectionné comme l'un des 30 artistes à se produire sur "Forever Country", qui célèbre les 50 ans des CMA Awards.
Au cours de sa carrière, Gill a vendu plus de 26 millions d'albums et accumulé plus de 50 tubes du Top 40.
Gill a rejoint les Eagles en tournée en 2017, en interprétant des chansons autrefois chantées par le regretté Glenn Frey. Depuis, il tourne avec le groupe. Il joue de la guitare électrique en tant que musicien invité dans la chanson "Love Me" d'Aaron Lewis, qui figure sur l'album de 2019: State I'm In.

## Vie privée

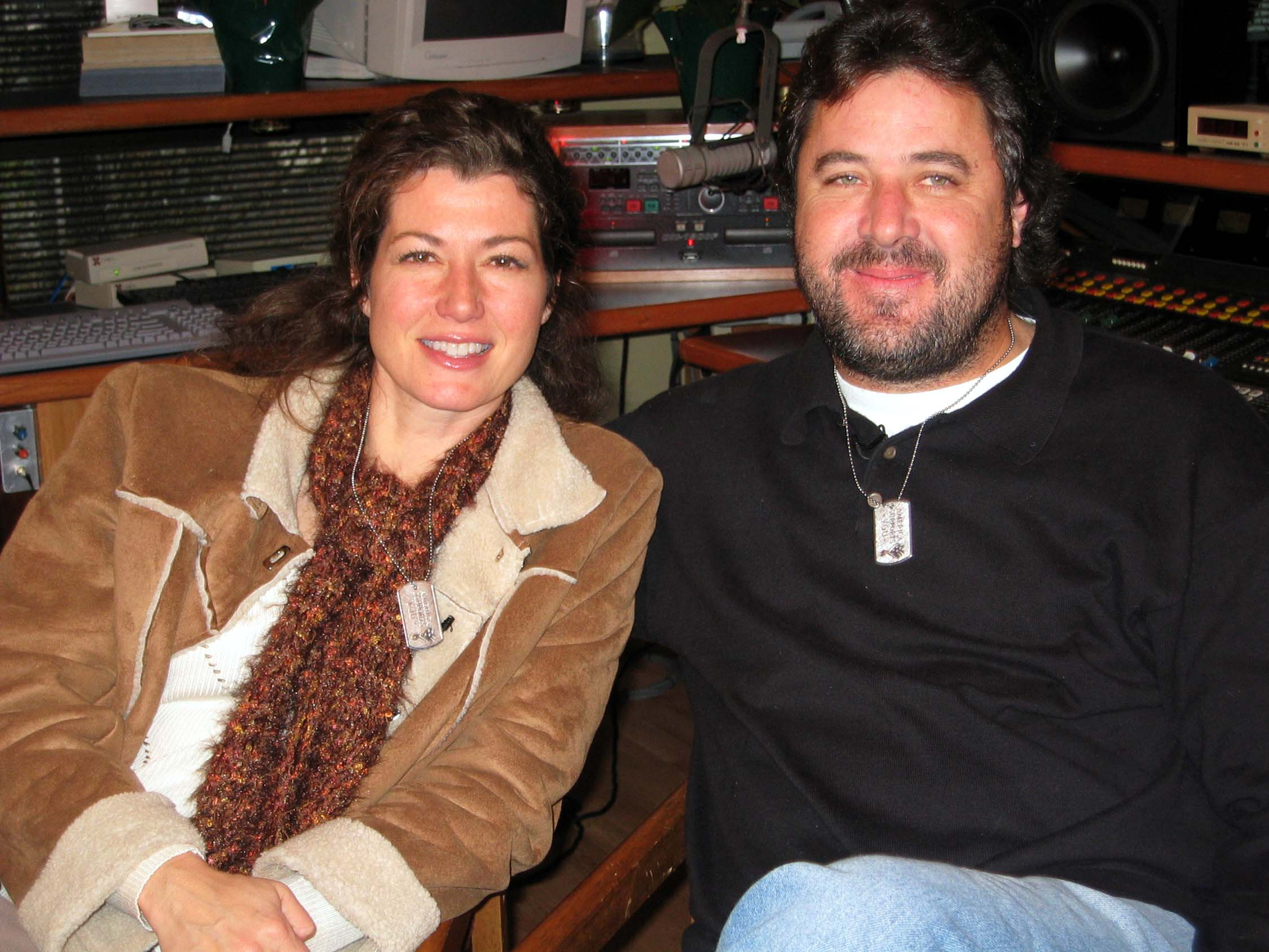
Amy Grant et Vince Gill en 2004.

En 1968, Bob Coen, le demi-frère aîné de Vince, a été impliqué dans un grave accident de voiture. À l'époque, Bob avait 22 ans et Gill, 11 ans. L'accident a plongé Bob dans le coma pendant trois mois et lui a causé des lésions cérébrales irréversibles. Il a ensuite eu des difficultés dans la vie et perdait le contact avec sa famille et ses amis. Il est décédé en 1993. Gill a écrit la chanson It Won't Be the Same This Year pour son frère. Il a dédié son album de Noël 1993 intitulé Let There Be Peace on Earth et son premier spécial télévisé de Noël cette année-là à son frère.
Gill a rencontré la chanteuse country Janis Oliver du groupe Sweethearts of the the Rodeo à Los Angeles, alors qu'ils débutaient tous les deux dans la musique. Ils se sont mariés en 1980. Leur fille Jenny est née en 1982. En 1983, le couple s'installe à Nashville. Vince a travaillé comme guitariste de session, a chanté en réserve et a continué d'écrire des chansons pendant que la carrière de sa femme atteignait la gloire. De temps en temps, Gill mixait des sons pour le groupe de sa femme. Ils ont divorcé en 1997. 
Gill a rencontré l'artiste de musique chrétienne Amy Grant en 1993, quand il lui a demandé de jouer dans son premier spécial télévisé de Noël. Ils ont formé une amitié durable. Les deux étaient dans des mariages en difficulté. Amy et son mari, Gary Chapman, ont commencé la médiation de divorce en 1998. Amy quitta la maison et demanda le divorce au début de 1999. Le divorce fut finalisé en juin 1999. Vince et Amy commencèrent à se voir en public quelques mois plus tard. En mars 2000, ils se sont mariés. Ensemble, ils ont eu une fille, Corrina. 
Le concert de Gill au Kauffman Center de Kansas City (Missouri) a été organisé le 8 septembre 2013 par l'église baptiste Westboro de Topeka (Kansas), apparemment à la suite de son divorce et de son remariage ultérieur avec Amy Grant.
Gill a un vif intérêt pour le golf et joue depuis sa plus tendre enfance. Golfeur, il a organisé et participé à de nombreux événements caritatifs centrés sur le golf et a été intronisé au Temple de la renommée du golf du Tennessee en 2005. En 1993, Gill a fondé le Vinny Pro-Celebrity Golf Invitational, principal bénéficiaire de la Tennessee Golf Foundation. En 2003, la PGA lui a décerné le Prix du service distingué de la PGA pour ses activités caritatives et la promotion du golf junior. 
Gill est membre du conseil d'administration de l'organisme de bienfaisance Predator Foundation.

## Discographie

### Albums studio
- Turn Me Loose (1984)
- The Things That Matter (1985)
- The Way Back Home (1987)
- When I Call Your Name (1989)
- Pocket Full of Gold (1991)
- I Still Believe in You (1992)
- Let There Be Peace on Earth (1993)
- When Love Finds You (1994)
- Souvenirs (1995)
- High Lonesome Sound (1996)
- The Key (1998)
- Breath of Heaven: A Christmas Collection (1998)
- Let's Make Sure We Kiss Goodbye (2000)
- 'Tis the Season (avec Olivia Newton-John) (2000)
- Next Big Thing (2003)
- These Days (2006)
- Guitar Slinger (2011)
- Bakersfield (2013)
- Down to My Last Bad Habit (2016)
- Okie (2019)

## Récompenses
Academy of Country Music
- 1984 Meilleure révélation masculine
- 1992 Chanson de l'année with John Barlow Jarvis - I Still Believe In You
- 1992 Meilleur chanteur
- 1993 Meilleur chanteur

Country Music Association
- 1990 Single de l'année - When I Call Your Name
- 1991 Chanteur de l'année
- 1992 Chanteur de l'année
- 1992 Chanson de l'année with Max D. Barnes - Look At Us
- 1993 Album de l'année - I Still Believe in You
- 1993 Chanteur de l'année
- 1993 Chanson de l'année with John Barlow Jarvis - I Still Believe in You
- 1994 Artiste de l'année
- 1994 Chanteur de l'année
- 1995 Chanteur de l'année
- 1999 Évènement musical de l'année avec Patty Loveless - My Kind of Woman, My Kind of Man

Country Music Hall of Fame and Museum
- Introduit en 2007

Grammy Awards
- 1990 Meilleure prestation de chanteur de country - When I Call Your Name
- 1991 Meilleure collaboration musical country avec Ricky Skaggs et Steve Wariner - Restless
- 1992 Meilleure chanson country avec John Barlow Jarvis - I Still Believe in You
- 1992 Meilleure prestation vocale country - I Still Believe in You
- 1993 Meilleure prestation instrumentale country avec Asleep at the Wheel, Chet Atkins, Eldon Shamblin, Johnny Gimble, Marty Stuart et Reuben Lucky Oceans Gosfield - Red Wing
- 1994 Meilleure prestation de chanteur de country - When Love Finds You
- 1995 Meilleure chanson country - Go Rest High on That Mountain
- 1995 Meilleure prestation de chanteur de country - Go Rest High on That Mountain
- 1996 Meilleure prestation de chanteur de country - Worlds Apart
- 1997 Meilleure prestation instrumentale country avec Randy Scruggs - A Soldier's Joy
- 1997 Meilleure prestation de chanteur de country - Pretty Little Adriana
- 1998 Meilleure prestation de chanteur de country - If You Ever Have Forever In Mind
- 1999 Meilleur prestation instrumentale country avec Tommy Allsup, Asleep at the Wheel, Floyd Domino, Larry Franklin et Steve Wariner - Bob's Breakdowns
- 2001 Meilleur prestation instrumentale country avec Jerry Douglas, Gen Duncan, Albert Lee, Steve Martin, Leon Russell, Earl Scruggs, Gary Scruggs, Randy Scruggs, Paul Shaffer et Marty Stuart - Foggy Mountain Breakdown
- 2002 Meilleur prestation de chanteur de country - The Next Big Thing
- 2006 Meilleur prestation de chanteur de country - The Reason Why
- 2007 Meilleur album country - These Days
- 2008 Meilleur prestation instrumentale country avec Brad Paisley, James Burton, John Jorgenson, Albert Lee, Brent Mason, Redd Volkaert et Steve Wariner - Cluster Pluck

Nashville Songwriters Hall of Fame
- Introduit en 2005